# ジェネレーション51
ジェネレーション51はヘンリク・ミコワイ・グレツキ門下生だった三人の作曲家、アレクサンダー・ラソン、ピアニスト兼作曲家ユーゲニシュ・クナピク、アコーディオニスト兼作曲家アンジェイ・クシャノフスキらが1951年生まれであったことに由来する。

## 概要
別名「ボグスワフ・シャベルスキの創始したシレジア楽派の戦後世代」とも呼ばれた。クナピクはオリヴィエ・メシアンの「幼子イエスへの20の眼差し」全曲録音を行ったポーランド史上初のピアニストである。現代アコーディオン音楽の振興に奔走したクシャノフスキは、すでに亡くなっている。

## 備考
シャベルスキはシマノフスキの弟子にあたることもあって、シマノフスキ国際音楽コンクールの作曲部門審査委員長にユーゲニシュ・クナピクが就任している。